# Plaza Mayor de Guadalajara
La plaza Mayor de Guadalajara es la plaza más importante y transitada de la ciudad de Guadalajara, centro de la ciudad antigua y espacio que alberga la actual casa consistorial de Guadalajara. 

## Historia
En el siglo xv, la plaza contaba con una forma irregular, además de no tener una gran extensión. En ella además se encontraba una ermita que recibía el nombre de Santo Domingo de Guzmán el Viejo. En el año 1493, debido a la carencia de una plaza de grandes dimensiones y con una forma regular, el cardenal Mendoza manda derribar la ermita que formaba parte de dicha plaza, así como de una serie de edificios civiles y viviendas, consiguiendo crear una plaza de forma cuadrada, extensa y con soportales. También se construye en esa época el primer ayuntamiento, que se localizaba en la misma plaza. 
El ensanche de la plaza parece finalizar de forma definitiva en el año 1610. En los posteriores siglos, únicamente se construirán nuevas viviendas, así como la regularización de las manzanas alrededor de la plaza. A pesar de todo, siempre se mantendrían los soportales característicos de la plaza. 
Asimismo, el nombre de la plaza también ha ido variando a lo largo de su historia. Por ejemplo, en el año 1880, recibía el nombre de plaza de la Constitución. El nombre actual ya fue otorgado en el año 1920.